# Europese kampioenschappen schaatsen 2024
De Europese kampioenschappen schaatsen afstanden 2024 voor mannen en vrouwen vonden van 5 tot en met 7 januari plaats op de ijsbaan Thialf in Heerenveen, Nederland. De organisatie was oorspronkelijk aan de Russische stad Kolomna toegewezen, maar vanwege de Russische inval in Oekraïne werd het toernooi niet daar gehouden. Thialf nam de organisatie over.

## Programma
| Vrijdag 5 januari                                                                   | Zaterdag 6 januari                                                       | Zondag 7 januari |
| ----------------------------------------------------------------------------------- | ------------------------------------------------------------------------ | --- |
| 19.35 uur                                                                           | 14.30 uur                                                                | 14.15 uur |
| Teamsprint vrouwen Ploegenachtervolging mannen 3000 meter vrouwen 1000 meter mannen | Teamsprint mannen 500 meter vrouwen 5000 meter mannen 1500 meter vrouwen | Ploegenachtervolging vrouwen 1500 meter mannen 1000 meter vrouwen 500 meter mannen Massastart vrouwen Massastart mannen |

## Medailles

### Mannen
| Afstand                      | AD | Kampioen                                                     | Tweede                                                                     | Derde                                                 |
| 500 m Details                | 20 | Jenning de Boo                                               | Marten Liiv                                                                | Marek Kania                                           |
| 1000 m Details               | 20 | Kjeld Nuis                                                   | Jenning de Boo                                                             | Tim Prins                                             |
| 1500 m Details               | 20 | Peder Kongshaug                                              | Kjeld Nuis                                                                 | Patrick Roest                                         |
| 5000 m Details               | 16 | Patrick Roest                                                | Davide Ghiotto                                                             | Sander Eitrem                                         |
| Massastart Details           | 19 | Bart Swings                                                  | Gabriel Odor                                                               | Allan Dahl Johansson                                  |
| Teamsprint Details           | 5  | PolenMarek Kania Piotr Michalski Damian Żurek                | NoorwegenPål Myhren Kristensen Bjørn Magnussen Håvard Holmefjord Lorentzen | NederlandStefan Westenbroek Jenning de Boo Wesly Dijs |
| Ploegenachtervolging Details | 6  | NoorwegenSander Eitrem Peder Kongshaug Sverre Lunde Pedersen | ItaliëAndrea Giovannini Davide Ghiotto Michele Malfatti                    | NederlandMarcel Bosker Chris Huizinga Bart Hoolwerf   |

### Vrouwen
| Afstand                      | AD | Kampioen                                                      | Tweede                                                     | Derde                                                           |
| 500 m Details                | 20 | Femke Kok                                                     | Jutta Leerdam                                              | Vanessa Herzog                                                  |
| 1000 m Details               | 19 | Jutta Leerdam                                                 | Antoinette Rijpma-de Jong                                  | Vanessa Herzog                                                  |
| 1500 m Details               | 19 | Antoinette Rijpma-de Jong                                     | Marijke Groenewoud                                         | Joy Beune                                                       |
| 3000 m Details               | 16 | Marijke Groenewoud                                            | Irene Schouten                                             | Ragne Wiklund                                                   |
| Massastart Details           | 16 | Marijke Groenewoud                                            | Irene Schouten                                             | Francesca Lollobrigida                                          |
| Ploegenachtervolging Details | 5  | NederlandJoy Beune Irene Schouten Marijke Groenewoud          | DuitslandJosephine Schlörb Josie Hofmann Lea Sophie Scholz | ZwitserlandJasmin Güntert Kaitlyn McGregor Ramona Härdi         |
| Teamsprint Details           | 5  | NederlandFemke Kok Marrit Fledderus Antoinette Rijpma-de Jong | PolenAndżelika Wójcik Iga Wojtasik Karolina Bosiek         | NoorwegenCarina Jagtøyen Julie Nistad Samsonsen Martine Ripsrud |

## Medailleklassement
|   | Land        | Goud | Zilver | Brons | Totaal |
| - | ----------- | ---- | ------ | ----- | ------ |
| 1 | Nederland   | 10   | 7      | 5     | 22     |
| 2 | Noorwegen   | 2    | 1      | 4     | 7      |
| 3 | Polen       | 1    | 1      | 1     | 3      |
| 4 | België      | 1    | 0      | 0     | 1      |
| 5 | Italië      | 0    | 2      | 1     | 3      |
| 6 | Oostenrijk  | 0    | 1      | 2     | 3      |
| 7 | Duitsland   | 0    | 1      | 0     | 1      |
| 7 | Estland     | 0    | 1      | 0     | 1      |
| 9 | Zwitserland | 0    | 0      | 1     | 1      |